# Royale Oude Harmonie d'Eijsden
Pour les articles homonymes, voir KOH (homonymie).
La Royale Oude Harmonie, souvent désignée par son abréviation; KOH ou le terme limbourgeois; De Blôw, est une association musicale avec un orchestre d'harmonie et un ensemble de percussions d'Eijsden, fondée en 1874.
En 1949, l'Oude Harmonie a été la première association à Eijsden à recevoir la désignation "Royal" ou Koninklijk en néerlandais.
En 1963, l'Oude Harmonie, sous la direction du chef d'orchestre de l'époque, Matthijs Scheffer, est promue au plus haut niveau: la division supérieure de la Limburgse bond van harmoniegezelschappen (Association limbourgeoise des sociétés d'harmonie) de la Federatie van Katholieke Muziekbonden in Nederland ( Fédération des associations de musique catholique des Pays-Bas). Les nouveaux faits saillants ont été les performances musicales livrées en 1988/1989 sous la direction du chef d'orchestre Jean Steutelings .
En 1993, l'Oude Harmonie, dirigé par Ben Essers, a participé au World Music Contest (WMC) à Kerkrade et a livré une énorme performance. En 1997, ce résultat a été dépassé. En 2013, le KOH a de nouveau participé au WMC, où un score de 95,75 a été atteint dans le First Division Wind Band. Avec ce total de points, le KOH est le champion néerlandais en titre de sa division et vice-champion du monde .

## Orchestre d'harmonie

### Chef d'orchestre d'harmonie[2]
| 1874 - 1883    | Nicolaas Petrus van Polfliet |                            |
| 1883 - 1890    | Jean Defèsche                |                            |
| 1890 - 1893    | J. Uutterwulghe              |                            |
| 1893 - 1931    | Guustaaf Francies de Pauw    |                            |
| 1931 - 1937    | Léon Verhaeghe               | Chef d'orchestre honoraire |
| 1937           | Jean Thijssens               |                            |
| 1938 - 1939    | Maurice Motte                |                            |
| 1939 - 1942    | Jean Claessens               |                            |
| 1942 - 1945    | Seconde Guerre mondiale      |                            |
| 1945 - 1948    | Maurice Motte                |                            |
| 1948 - 1949    | Pierre Bovy                  |                            |
| 1949 - 1957    | Jean Wolfs                   |                            |
| 1957 - 1958    | Harrie Biessen               | Chef d'orchestre honoraire |
| 1959           | Jos Diederen                 |                            |
| 1959 - 1977    | Matthijs Scheffer            | Chef d'orchestre honoraire |
| 1977 - 1989    | Jean Steutelings             |                            |
| 1989 - 2006    | Ben Essers                   | Chef d'orchestre honoraire |
| 2006 - 2010    | Steven Walker                |                            |
| 2010 - présent | Jacques Claessens            |                            |

## Ensemble de percussions

### instructeurs de l'ensemble de percussions[3]
| 1949 - ????    | Dhr. Geurts     |
| ???? - 1960    | Jacques Janssen |
| 1960 - 1965    | André Heye      |
| 1965 - 1976    | Martin Warnier  |
| 1976 - 1977    | Louis Wolfs     |
| 1977 - 1991    | Martin Warnier  |
| 1991 - 1996    | Hans Croes      |
| 1996 - 2010    | Frank Marx      |
| 2010 - présent | Henrico Stevens |